# 霧島市立陵南小学校
霧島市立陵南小学校（きりしましりつ りょうなんしょうがっこう）は、鹿児島県霧島市溝辺町麓にある市立の小学校。

## 沿革
- 1880年（明治13年） - 寺子屋式の笹峯教場・石峯教場が統合し、玉利小学校設立。
- 1953年（昭和28年） - 馬立分校が開校。
- 1976年（昭和41年） - 玉利本校、馬立分校が統合し、溝辺町立陵南小学校となる。
- 2005年（平成17年） - 溝辺町が国分市などと新設合併し、霧島市となったのに伴い、霧島市立陵南小学校に改称。

## 著名な出身者
- 井上一樹 - 元プロ野球選手